# Henryk Ehrlich

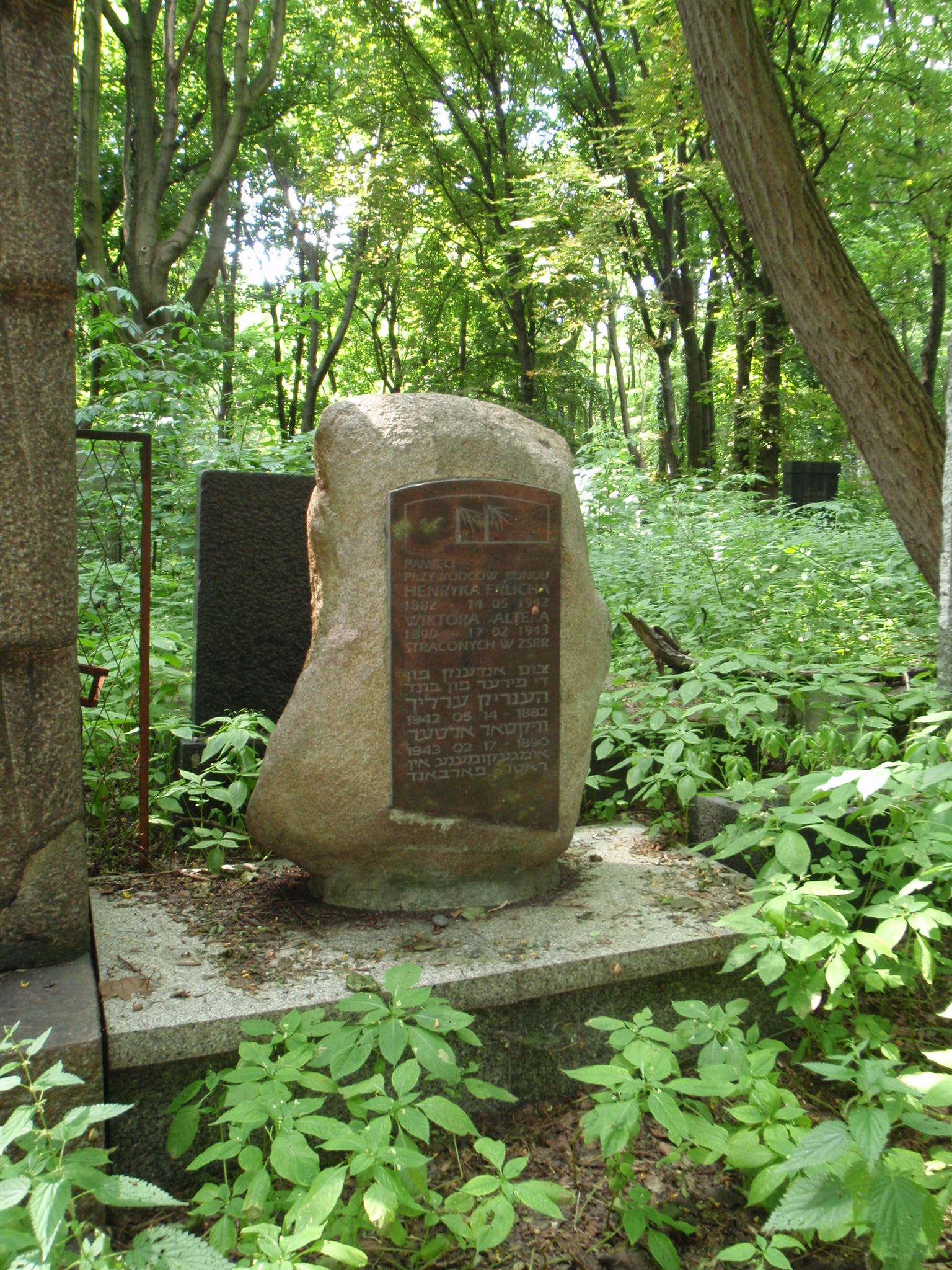
Symboliczny grób Wiktora Altera i Henryka Ehrlicha na cmentarzu żydowskim w Warszawie

Henryk Ehrlich (jid. הענריק ערליך), wł. Hersz Wolf (ur. w maju 1882 w Lublinie, zm. 15 maja 1942 w Kujbyszewie) – redaktor wydawanego w języku jidysz dziennika „Fołks-Cajtung”, adwokat, członek rady miejskiej Warszawy i członek żydowskiej partii socjalistycznej Bund. Członek egzekutywy Socjalistycznej Międzynarodówki Robotniczej (od 1930).

## Życiorys
Urodził się w maju 1882 w Lublinie, w rodzinie młynarza Mojżesza i Salomei z Blechmanów. Przeniósł się do Warszawy, gdzie rozpoczął studia prawnicze na Cesarskim Uniwersytecie Warszawskim. W tym samym okresie związał się z Bundem, do którego wstąpił w 1903. 4 maja 1904 roku został aresztowany w Warszawie podczas próby złożenia bukietu czerwonych kwiatów na karawanie z trumną zmarłego socjalisty Józefa Birencwajga. Zwolniony z więzienia przeniósł się do Berlina, by kontynuować studia. W 1905 powziąwszy wieść o wybuchu rewolucji, powrócił do Warszawy. Współpracował z Bronisławem Grosserem przy wydawaniu podziemnej gazety „Nasze Hasło”. Po upadku rewolucji przeniósł się do Petersburga, gdzie w 1908 ukończył studia prawnicze. Po otrzymaniu dyplomu wrócił do Warszawy. W 1912 ponownie wyjechał do Rosji, aby z ramienia Bundu współpracować z mienszewikami. Został aresztowany, lecz wkrótce go zwolniono przez wzgląd na gruźlicę. Praktykował u znanego adwokata Maksymiliana Winawera, członka liberalnej Partii Konstytucyjno-Demokratycznej (kadetów). Od 1913 należał do Komitetu Centralnego Bundu. Z jego inicjatywy po obaleniu caratu w trakcie rewolucji lutowej 1917 Piotrogrodzka Rada Delegatów Robotniczych i Żołnierskich podjęła uchwałę o prawie narodów do samostanowienia. W lipcu 1917 na I Wszechrosyjskim Zjeździe Rad Delegatów Robotniczych i Żołnierskich w Piotrogrodzie wybrany na członka Wszechrosyjskiego Centralnego Komitetu Wykonawczego (WCIK), którym pozostawał do przewrotu bolszewickiego (rewolucji październikowej). W czasie rewolucji październikowej opowiadał się za mienszewikami. W październiku 1918 wyjechał z rodziną do Polski.
W odrodzonej Polsce stanął na czele Bundu. Sprzeciwiał się wstąpieniu partii do Kominternu. Należał do Rady Miejskiej w Warszawie oraz działał w Gminie Żydowskiej. Jako adwokat działał w Zrzeszeniu Prawników Socjalistów. W 1930, po wejściu Bundu w skład Socjalistycznej Międzynarodówki Robotniczej, został członkiem egzekutywy tej organizacji.
Po agresji III Rzeszy na Polskę jako przywódca Bundu doprowadził do wydania przez jego Komitet Centralny odezwy wzywającej Żydów do udziału w odpieraniu niemieckiego najazdu. Przedostał się na teren sowieckiej strefy okupacyjnej, gdzie został aresztowany przez NKWD w Brześciu już 4 października 1939 roku. 2 sierpnia 1940 roku został skazany na śmierć przez „trójkę” NKWD w Saratowie; 27 sierpnia wyrok został zamieniony na 10 lat łagru. We wrześniu 1941 roku na mocy układu Sikorski-Majski Ehrlich został zwolniony. Zaproponowano mu uczestnictwo w tworzonym w ZSRR Żydowskim Komitecie Antyfaszystowskim (powstałym ostatecznie w lutym 1942), na którego czele Józef Stalin postawił Solomona Michoelsa i który miał prowadzić – i prowadził – prosowiecką propagandę w krajach zachodnich (przede wszystkim w Stanach Zjednoczonych).
Tymczasem Ehrlich miał odlecieć do Londynu razem z generałem Sikorskim (którego wizyta w Moskwie była wyznaczona na grudzień), by wejść w skład władz RP na emigracji. Jednak 4 grudnia 1941 Ehrlich i Wiktor Alter zostali ponownie aresztowani przez NKWD w Kujbyszewie, gdzie przebywali w ambasadzie RP, właściwie bez wyjaśnienia. Według krążących poufnie informacji zostali oni oskarżeni o bliżej niewyjaśnione szpiegostwo na rzecz wrogów ZSRR. Aresztowanie Ehrlicha i Altera nastąpiło bezpośrednio po nocie Narkomindieła ZSRR z 1 grudnia 1941 roku do Ambasady RP, uznającej Białorusinów, Ukraińców i Żydów za obywateli radzieckich i zabraniającej im wstępowania do Armii Polskiej w ZSRR.
Uwięzienie wybitnych działaczy Międzynarodówki Socjalistycznej wywołało burzę w kręgach socjalistycznych na Zachodzie i oficjalne interpelacje do władz sowieckich. Te przez cały 1942 rok zachowywały milczenie, by w lutym 1943, po zwycięstwie pod Stalingradem, ogłosić, że Ehrlich i Alter zostali rozstrzelani, jako „szpiedzy Hitlera.”
W rzeczywistości po kolejnym aresztowaniu Henryk Ehrlich stał się więźniem nr 42 i już 23 grudnia 1941 roku został skazany na śmierć za „zdradę”. Według jednych relacji wyroku nie wykonano, gdyż Henryk Ehrlich popełnił samobójstwo wieszając się na kracie okna w celi 15 maja 1942, według innych został on podobnie jak Wiktor Alter rozstrzelany od razu po procesie, w grudniu 1941 roku.
Wydaje się, że władze radzieckie nie przewidziały fali protestów na świecie po aresztowaniu obu socjalistów za współpracę z Rządem Polski, a więc kraju którego byli obaj obywatelami. Stąd wersja o ich dużo późniejszej śmierci, informacje o samobójstwie Ehrlicha, oraz późniejsze wyjaśnienie o szpiegostwie na rzecz Hitlera. Jeszcze latem 1943 roku pojawiły się w Polsce pośród prześladowanych Żydów listy od Henryka Wiktorskiego, rzekomo pisane poza gettem do Żydów – socjalistów w getcie w Warszawie, przez ich przywódców – Henryka Ehrlicha i Wiktora Altera.
Od września 1911 był żonaty z Zofią z Dubnowów, córką Szymona. Miał dwóch synów: Aleksandra (ur. 1912) i Wiktora (ur. 1914).
Jego symboliczny grób znajduje się na cmentarzu żydowskim przy ulicy Okopowej w Warszawie, odsłonięty 17 kwietnia 1988.